# Alto Comando do Exército

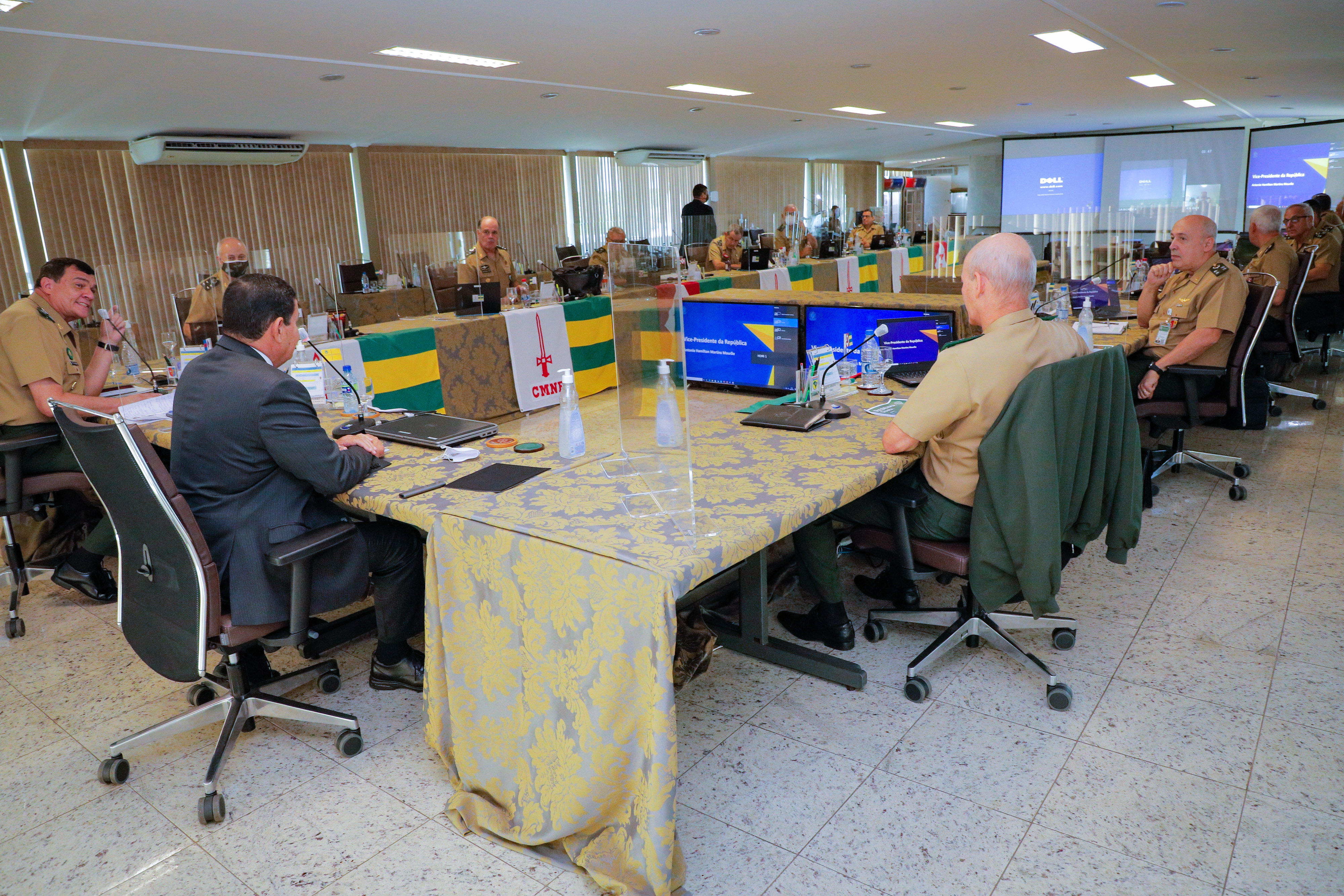
Reunião do ACE em 2021

O Alto Comando do Exército (ACE) do Brasil é formado pelo Comandante do Exército e pelos generais de exército (generais de 4 estrelas) que se encontram em serviço ativo. Atualmente existem quinze cargos de general de exército no Exército Brasileiro, além de um cargo no Ministério da Defesa. Eventualmente, quando cabe ao Exército a Chefia de Educação e Cultura do Ministério da Defesa, o cargo é exercido por um general de exército que também tem assento no ACE.
Esse colegiado é responsável pelas principais decisões da Força Terrestre, inclusive pela elaboração de listas de promoção de oficiais-generais, que posteriormente são submetidas à aprovação do Presidente da República.
Dentro do antigo Ministério do Exército,  o ACE e o Estado-Maior do Exército eram os dois órgãos de direção geral de destaque. Ele “consistia em reuniões da alta cúpula militar, o núcleo duro e restrito, contando com os membros dos mais altos cargos do Exército”, discutindo as decisões políticas do Exército e garantindo ao ministro o comando disciplinado das tropas. Generais de divisão e de brigada podiam participar para prestar assessoria sobre assuntos específicos.
Os cargos de 4 estrelas da estrutura do Exército são os seguintes:
| Brasão da posição | Posição                                                | Imagem | Incumbente                           |
| ----------------- | ------------------------------------------------------ | ------ | ------------------------------------ |
|                   | Comandante do Exército                                 |        | Tomás Miguel Miné Ribeiro Paiva      |
|                   | Chefe do Estado-Maior do Exército (EME)                |        | Francisco Humberto Montenegro Junior |
|                   | Comandante de Operações Terrestres (COTer)             |        | Ricardo Augusto Ferreira Costa Neves |
|                   | Chefe do Departamento-Geral do Pessoal (DGP)           |        | Luiz Fernando Estorilho Baganha      |
|                   | Chefe do Departamento de Ciência e Tecnologia (DCT)    |        | Hertz Pires do Nascimento            |
|                   | Comandante Logístico (COLOG)                           |        | Flávio Marcus Lancia Barbosa         |
|                   | Chefe do Departamento de Engenharia e Construção (DEC) |        | Anisio David de Oliveira Junior      |
|                   | Chefe do Departamento de Educação e Cultura (DECEx)    |        | Francisco Carlos Machado Silva       |
|                   | Secretário de Economia e Finanças (SEF)                |        | Luciano Guilherme Cabral Pinheiro    |
|                   | Comandante Militar da Amazônia (CMA)                   |        | Luiz Gonzaga Viana Filho             |
|                   | Comandante Militar do Norte (CMN)                      |        | José Ricardo Vendramin Nunes         |
|                   | Comandante Militar do Nordeste (CMNE)                  |        | Maurílio Miranda Netto Ribeiro       |
|                   | Comandante Militar do Oeste (CMO)                      |        | Alcides Valeriano de Faria Junior    |
|                   | Comandante Militar do Leste (CML)                      |        | Kleber Nunes de Vasconcellos         |
|                   | Comandante Militar do Sudeste (CMSE)                   |        | Pedro Celso Coelho Montenegro        |
|                   | Comandante Militar do Sul (CMS)                        |        | Luís Cláudio de Mattos Basto         |